# Walter López Castellanos
Walter Alexander López Castellanos (Città del Guatemala, 25 settembre 1980) è un arbitro di calcio guatemalteco.

## Carriera
Arbitro internazionale dal 1º gennaio 2006. La sua prima esperienza importante a livello internazionale è rappresentata dalla partecipazione alla Gold Cup del 2009, in cui dirige una partita della fase a gironi. Tale partita rappresenta il suo esordio assoluto in una gara tra nazionali maggiori. A partire dallo stesso anno, inizia ad essere stabilmente impiegato nella CONCACAF Champions League, competizione in cui è arrivato a dirigere in diverse occasioni un quarto di finale.
Nel 2011 è nuovamente convocato la per Gold Cup. In questa occasione, ottiene anche la direzione di una delle due semifinali. Nello stesso anno è convocato dalla FIFA per i mondiali under 20 in Colombia, dove dirige due partite della fase a gironi ed un quarto di finale.
Nell'aprile 2012 viene inserito dalla FIFA in una lista di 52 arbitri preselezionati per i Mondiali 2014.
Nel giugno del 2013 è selezionato dalla FIFA per prendere parte ai Mondiali Under 20 in Turchia. In tale circostanza dirige una partita della fase a gironi ed un ottavo di finale.
Il 15 gennaio 2014 viene selezionato ufficialmente per i Mondiali 2014 in Brasile ma esclusivamente con funzioni di quarto ufficiale.
Il 7 luglio 2014 termina la sua esperienza in Brasile, essendo tra gli arbitri mandati a casa a seguito del taglio effettuato dopo i quarti di finale e prima delle ultime quattro gare.
Nel dicembre del 2014 è selezionato dalla FIFA per prendere parte alla Coppa del mondo per club 2014 in Marocco. Nell'occasione viene dapprima designato per lo spareggio per i quarti di finale (match inaugurale della competizione) e successivamente viene scelto per la finalissima, tra gli spagnoli del Real Madrid e gli argentini del San Lorenzo, in programma il 20 dicembre 2014 allo Stade de Marrakech.
Il 2 maggio 2016 viene ufficializzata la sua designazione per il Torneo Olimpico maschile di Rio de Janeiro 2016. Qui dirige una partita della fase a gironi (Portogallo-Argentina 2:0 a Rio il 4 agosto)  e il quarto di finale Germania - Portogallo 4:0 a Brasilia il 13 agosto.
Nell'aprile 2017 viene resa nota dalla FIFA la sua convocazione al Mondiale Under 20, in programma tra maggio e giugno 2017 in Corea del Sud.
La sua prima designazione riguarda proprio la gara inaugurale dell'Italia che il 21 maggio a Suwon affronterà l'Uruguay.

### Fonti
- Sito della CONCACAF, su CONCACAF.com.
- Sito della FIFA, su FIFA.com.